# Патрик (Грчка)
Патрик (грч. Πατρίκι, Патрики) је насељено место у општини Висалтија у периферији Средишња Македонија, Грчка. Према попису из 2021. године било је 220 становника.
Према бугарском географу и историчару, Василу Канчову, у Патрику је 1900. године живело 45 Грка. Током Балканских и Првог светског рата село је настрадало а становништво је избегло. Обновљено је 1923. године насељавањем грчких избегличких породица, којих је на попису из 1928. године било 439.